# Cabinet Laschet
Land de Rhénanie-du-Nord-Westphalie
Kraft II Wüst I
Le cabinet Laschet (en allemand : Kabinett Laschet) est le gouvernement du Land de Rhénanie-du-Nord-Westphalie entre le 27 juin 2017 et le 27 octobre 2021, sous la 17e législature du Landtag.

## Historique du mandat
Dirigé par le nouveau ministre-président chrétien-démocrate Armin Laschet, ce gouvernement est constitué et soutenu par une « coalition noire-jaune » entre l'Union chrétienne-démocrate d'Allemagne (CDU) et le Parti libéral-démocrate (FDP). Ensemble, ils disposent de 100 députés sur 199, soit 50,3 % des sièges du Landtag.
Il est formé à la suite des élections régionales du 14 mai 2017.
Il succède donc au second cabinet de la ministre-présidente sociale-démocrate Hannelore Kraft, constitué et soutenu par une « coalition rouge-verte » entre le Parti social-démocrate d'Allemagne (SPD) et l'Alliance 90 / Les Verts (Grünen).

### Formation
Au cours du scrutin, la CDU enregistre un progrès de six points qui lui permet de surpasser le SPD, qui recule dans des proportions similaires, et de redevenir le premier parti politique du Land. L'effondrement des Grünen, qui perdent la moitié de leurs députés, et la poussée du FDP, dont le groupe parlementaire augmente d'un tiers, permet l'alternance avec la plus courte majorité absolue.
Les chrétiens-démocrates et libéraux-démocrates entreprennent alors des négociations en vue de constituer une coalition majoritaire, qui aboutissent en un peu plus de trois semaines.
Le 27 juin 2017, Armin Laschet est investi ministre-président de Rhénanie-du-Nord-Westphalie par 100 voix pour et 80 voix contre. Il forme le 30 juin suivant son cabinet de coalition noire-jaune de 13 ministres.

### Succession
Au début du mois d'octobre 2021, Armin Laschet — chef de file de la CDU/CSU aux élections fédérales — annonce qu'il renonce à ses responsabilités régionales au profit de son mandat de député au Bundestag et indique avoir choisi Hendrik Wüst pour lui succéder.
Le 27 octobre, ce dernier est donc investi ministre-président par 103 voix lors d'une séance du Landtag. Il présente aussitôt son équipe gouvernementale.

## Composition
| Fonction | Titulaire | Titulaire                                                                                    | Parti |
| --- | --------- | -------------------------------------------------------------------------------------------- | ----- |
| Ministre-président |           | Armin Laschet (jusqu'au 26/10/2021)                                                          | CDU   |
| Ministre-président |           | Joachim Stamp a.i.                                                                           | FDP   |
| Vice-ministre-président Ministre de l'Enfance, de la Famille, des Réfugiés et de l'Intégration                                                                         |           | Joachim Stamp                                                                                | FDP   |
| Ministre des Finances |           | Lutz Lienenkämper                                                                            | CDU   |
| Ministre de l'Intérieur |           | Herbert Reul                                                                                 | CDU   |
| Ministre de l'Économie, de Innovation, du Numérique et de l'Énergie |           | Andreas Pinkwart                                                                             | FDP   |
| Ministre du Travail, de la Santé et des Affaires sociales |           | Karl-Josef Laumann                                                                           | CDU   |
| Ministre de l'Éducation et de la Formation professionnelle |           | Yvonne Gebauer                                                                               | FDP   |
| Ministre de la Patrie, des Affaires communales, des Travaux publics et de l'Égalité                                                                                    |           | Ina Scharrenbach                                                                             | CDU   |
| Ministre de la Justice |           | Peter Biesenbach                                                                             | CDU   |
| Ministre des Transports |           | Hendrik Wüst                                                                                 | CDU   |
| Ministre de l'Environnement, de l'Agriculture, de la Nature et de la Consommation                                                                                      |           | Christina Schulze Föcking (jusqu'au 15/05/2018) Ursula Heinen-Esser (à partir du 24/05/2018) | CDU   |
| Ministre de la Culture et de la Science |           | Isabel Pfeiffer-Poensgen                                                                     | Sans  |
| Ministre des Affaires fédérales, de l'Europe, des Relations internationales et des Médias Ministre des Affaires fédérales, européennes et internationales (31/08/2017) |           | Stephan Holthoff-Pförtner                                                                    | CDU   |